# 艾朗
艾 朗（がい ろう、生年不詳 - 370年）は、五胡十六国時代の前燕の人物。

## 生涯
前燕に仕え、殿中将軍に任じられていた。
建熙11年（370年）11月、皇帝慕容暐・太傅慕容評・衛大将軍慕容臧・定襄王慕容淵・左衛将軍孟高らとともに鄴を出て、龍城に向かった。
慕容暐一行を盗賊が襲った。慕容暐を逃がそうと孟高は一人残って戦った。一度は慕容暐とともに逃げたが、戻って孟高の戦いを見ると、孟高とともに戦い討死した。

## 人物・逸話
慕容暐は前秦の游撃将軍郭慶に捕らえられ、鄴へ送られた。前秦の天王苻堅と会見した際、慕容暐は艾朗と孟高の忠義の行動を語った。苻堅は艾朗と孟高を手厚く埋葬し、その子らを郎中に抜擢した。